# Ontologija (informacijske znanosti)
Kako u računalnim znanostima tako i u informacijskim znanostima ontologija je obrazac podatka koji predstavlja koncepte unutar neke domene i odnose između tih koncepata. Koristi se za razumijevanje objekata unutar te domene.
Ontologije su korištene u umjetnoj inteligenciji, semantičkom webu, software inženjeringu i informacijskoj arhitekturi kao oblik reprezentacije znanja o svijetu odnosno nekom njegovom dijelu.
Ontologije općenito opisuju: 
- Individue: osnovne objekte „početne razine“
- Klase: zbirke ili tipove objekata
- Atribute: pripadajuća svojstva, pojave, karakteristike ili parametre koje objekt može imati ili distribuirati
- Odnose: način na koji se objekti odnose jedni prema drugima

## Povijest
Ontologija kao pojam svoje podrijetlo ima u filozofiji, gdje označava fundamentalnu granu metafizike koja se bavi analizom različitih tipova bivanja. S posebnom pozornošću na odnos između pojedinačnog i općeg i između esencije i egzistencije.
Prema Tomu Gruberu značenje ontologije u kontekstu računalnih znanosti jest opis koncepata i odnosa koji mogu postojati za agenta ili zajednicu agenata specificirajući da je ontologija općenito rečeno set definicija formalnog rječnika.
Što ontologija ima zajedničkog u računalnoj znanosti i filozofiji jest reprezentacija entiteta, ideja i događaja zajedno s njihovim pripadajućim svojstvima i odnosima s obzirom na sistem kategorija. U oba polja može se naći značajan rad na problemu ontološke relativnosti i rasprave o tome koliko je normativna ontologija pouzdana. Filozofi su manje zabrinuti oko utvrđivanja fiksnih, kontroliranih pojmova negoli istraživači u računalnim znanostima dok su računalni znanstvenici manje uključeni u raspravu o nekim nužnim početnim principima.
Tijekom druge polovice 20 stoljeća filozofi su naširoko raspravljali o mogućim metodama pristupa u izgradnji ontologija bez da su gradili neke previše jasne ontologije same po sebi. U kontrastu s time računalni znanstvenici su izgrađivali velike i masivne ontologije s usporedno mnogo manje rasprave oko toga kako će one biti izgrađene.
Početkom 21. stoljeća interdisciplinarni projekt kognitivne znanosti zbližava dva kruga stručnjaka.

## Elementi ontologije
Većina ontologija opisuje individue, klase (koncepte), atribute i odnose.

### Individue
Individue su osnovna, početna razina sastavnica ontologije. Individue u ontologiji mogu uključiti konkretne objekte poput ljudi, životinja, stolova, automobila, molekula i planeta.
Jednako kao i apstraktne individue poput brojeva i riječi. Strogo rečeno ontologija ne mora uključiti individuu no jedna od općih svrha ontologije jest omogućavanje sredstava za klasifikaciju individua pa i ako te individue nisu dio same ontologije

### Klase
Klase su apstraktne grupe, skupine ili zbirke objekata. Mogu sadržavati individue, druge klase ili kombinaciju jednih i drugih. Neki primjeri klasa:
- Osoba – klasa svih ljudi
- Molekula – klasa svih molekula
- Broj – klasa svih brojeva
- Vozilo – klasa svih vozila
- Automobil – klasa svih automobila
- Individua – predstavlja klasu svih individua
- Klasa – predstavlja klasu svih klasa
- Stvar – predstavlja klasu svih stvari

Ontologije variraju ovisno o tome mogu li klase u sebi sadržavati druge klase,zatim ako pripada samoj sebi,ako postoji univerzalna klasa – klasa koja sadrži sve itd.
Ograničenja su ovdje potrebna da bi se izbjegli neki poznati paradoksi.
Klase onotlogije mogu biti ekstenzijalne ili intenzionalne u prirodi.
Klasa je ekstenzionalna ako i samo ako ako je okarakterizirana samo po svome članstvu. Točnije,klasa C je ekstenzionalna ako i samo ako za klasu C ako „C“ ima točno iste članove kao C. Tada su C i „C“ identični.
Ako klasa ne zadovoljava uvjet onda je intenzionalna.
Dok se ekstenzijalne klase s matematičkog gledišta bolje ponašaju i bolje razumiju kao i filozofski manje problematične one ne dopuštaju fino razrađene razlikovnosti koje ontologije zahtijevaju.
Primjerice ontologija želi razlikovati klasu svih stvorenja s bubregom od klase svih stvorenja sa srcem, iako te klase imaju iste članove.
Klasa može podbrojiti ili biti podbrojena od strane druge klasem, primjerice, vozilo podbrojava automobil naravno s obzirom na to da je sve što pripada potonjoj klasi pripada i gornjoj.
Odnos podbrojavanja se koristi da bi se stvorila hijerarhija klasa,s maksimalno općom klasom poput „stvar“ na vrhu, primjerice particija jest set klasa u međusobnom odnosu i pripadajućih pravila koja omogućavaju objektima da budu smješteni u odgovarajuću klasu. Na primjer zakon particije određuje hoće li se pogon određenog automobila staviti pod 2 kotača ili 4 kotača.
Ako pravilo particije jamči da jedan automobil (objekt) ne može biti u obje klase, onda se particija zove razdružena particija, a ako pravila particije osiguravaju da svaki određeni objekt super klase jest instanca barem jedne od particijskih klasa tada se particija naziva iscrpljujuća particija.

### Atributi
Objekti u ontologiji mogu biti opisani tako da im pridružujemo atribute. Svaki atribut ima bar ime i vrijednost, i koristi se za pohranu informacija koje su specifične za objekt na koji prianja.
Primjerice Ford explorer ima atribute poput: 
- Imena: Ford explorer
- Broja vrata: 4
- Motor: 4 l
- Prijenos: 6 brzina

Vrijednost atributa naravno može biti kompleksni oblik podatka, u ovom primjeru vrijednost atributa nazvanog motor može biti lista vrijednosti a ne samo jedna vrijednost.
Potrebno je definirati atribute koncepata, ontologija definira domenu.

### Odnosi
Važno korištenje atributa jest da se opiše odnos (relacija) između objekata u ontologiji.
Uobičajeno, relacija je atribut čija vrijednost jest drugi atribut u ontologiji.
Primjerice imamo noviji i stariji model automobila, stariji model bi mogao biti prikazan kao sljedeći atribut: nasljednik, ime nekog prijašnjeg modela. Snaga ontologije može proizilaziti upravo iz mogućnosti da točno opišemo te odnose.
Skup relacija opisuje semantiku domene.

### Ontologije domene i više ontologije
Domena ontologije oblikuje specifičnu domenu ili dio svijeta. Ona predstavlja pojedinačno značenje izraza kako se primjenjuju na tu domenu. Primjerice engleska riječ card ima više različitih značenja. Ontologija o domeni pokera bi oblikovala značenje te riječi kao igraću kartu, dok bi ontologija o računalnoj opremi oblikovala značenje te riječi kao grafičku kartu.
Nadređena ontologija jest obrazac uobičajenih objekata koji su općenito primjenjivi u širokom rasponu domena ontolgije. Sadrži jezgru u čijem izrazu objekti mogu biti pripisani u setu domena. Postoji nekoliko standardiziranih gornjih ontologija za korištenje uključujući Dublin Core, GFO, OpenCyc/ResearchCyc, SUMO i DOLCEl.